# History of Science
History of Science est une revue scientifique et multidisciplinaire consacrée à l’histoire des sciences, publiée en anglais, russe, turc, persan, arabe et azerbaïdjanais,. Elle s’adresse aux historiens des sciences de divers pays, intéressés par le développement de la science, son impact sur la société et la publication de recherches dans ce domaine. La revue publie également des critiques d’ouvrages sur l’histoire des sciences ainsi que des rapports liés à ce sujet.
Elle est publiée depuis 2018. La revue est éditée par AcademyGate Publishing et l’International Metafizika Center,. Tous les articles publiés sont évalués par des pairs par le comité scientifique. History of Science est indexée dans de nombreuses bases de données internationales, soulignant ainsi son importance dans la communauté académique,.